# Camponotus cecconii
Camponotus cecconii é uma espécie de inseto do gênero Camponotus, pertencente à família Formicidae.